# VAMPS LIVE 2009 U.S.A.
『VAMPS LIVE 2009 U.S.A.』（ヴァンプス ライヴ にせんきゅう ユー・エス・エー）は日本のロックユニット、VAMPSのライヴビデオ。2010年3月17日発売。発売元は自主レーベルのVAMPROSE。

## 解説
前作『VAMPS LIVE 2008』以来約1年1ヶ月ぶり2作目となる映像作品のリリース。なお、本作はVAMPSとして、海外公演の模様を収録したライヴビデオとなっている。
本作品は、VAMPSが2009年7月11日から同年8月1日にかけて、アメリカで開催したライヴツアー「VAMPS LIVE 2009 U.S.A.」の最終公演の模様を収録したライヴビデオである。このツアーはアメリカの各都市で計10公演が開催されており、本作には最終公演のロサンゼルス・ウィルターン・シアターでのライヴの模様が収められている。
セットリストは、2009年5月に発表した1stアルバム『VAMPS』の収録曲を中心に構成されている。
本作は、初回限定盤（DVD）と通常盤（DVD）の2形態でリリースされている。初回限定盤はデジパック仕様となっている。また、ロサンゼルス公演のライブの模様に加え、ツアーの裏側に迫ったドキュメンタリー映像が収録されている。

## 収録曲
1. LOVE ADDICT
2. IT'S SAD
3. REDRUM
4. EVANESCENT
5. SWEET DREAMS
6. HUNTING
7. TROUBLE
8. SEX BLOOD ROCK N' ROLL
9. I GOTTA KICK START NOW
10. MIDNIGHT CELEBRATION